# أمبير لورانس
أمبير لورانس (بالإنجليزية: Amber Lawrence)‏ هي مغنية أسترالية، ولدت في 19 أبريل 1978 في مسكوت ‏ في أستراليا.

## وصلات خارجية
- الموقع الرسمي
- أمبير لورانس على موقع ميوزك برينز (الإنجليزية)
- أمبير لورانس على موقع أول ميوزيك (الإنجليزية)
- أمبير لورانس على موقع ديسكوغز (الإنجليزية)